# Chesiadodes polingi
Chesiadodes polingi là một loài bướm đêm trong họ Geometridae.